# Sopwith Aviation Company

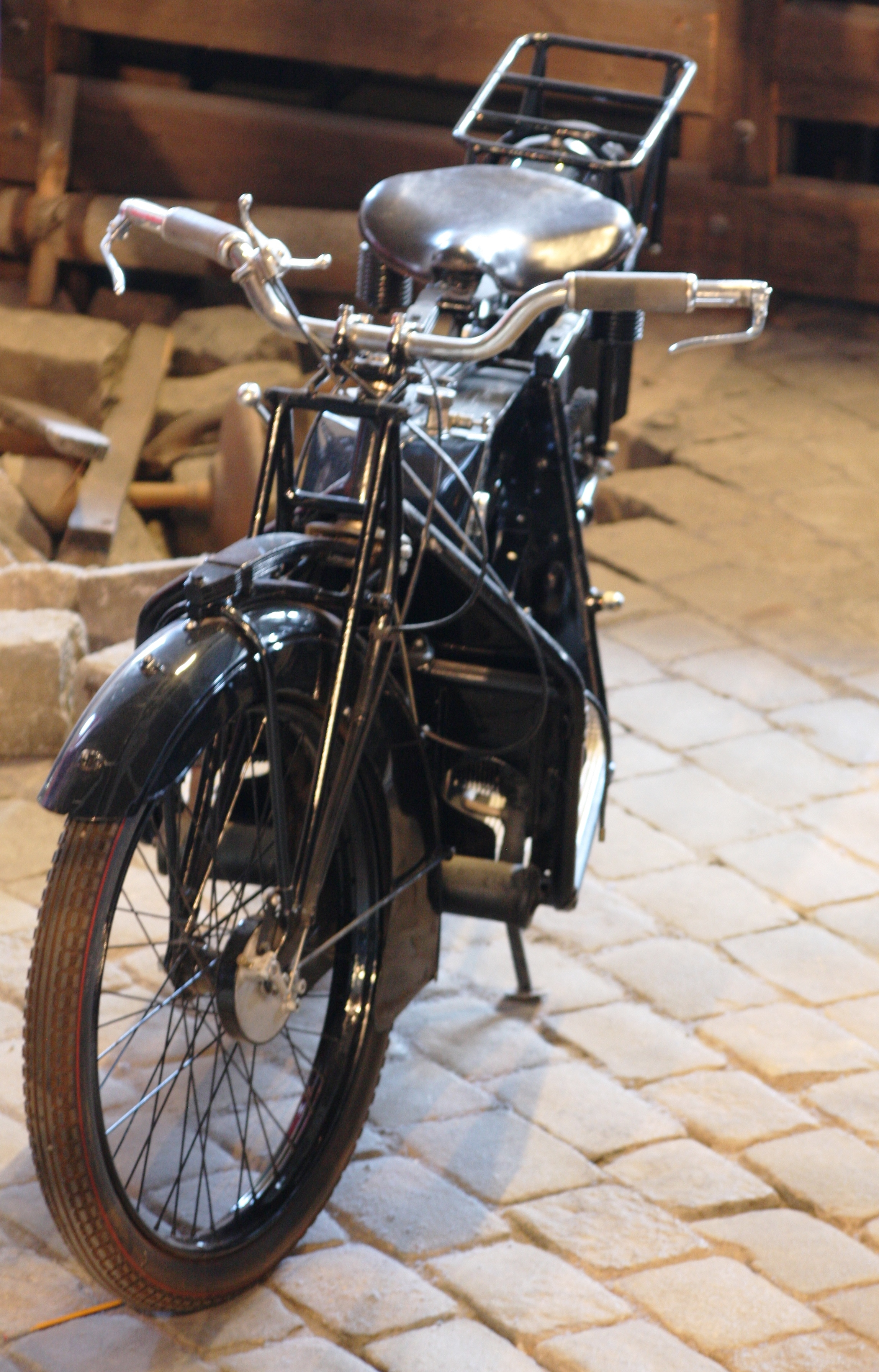
A moto Sopwith ABC de 1920.

A Sopwith Aviation Company foi uma empresa britânica que construiu aviões e motocicletas entre 1912 e 1920. O seu modelo mais famoso foi o Sopwith Camel, que além de usado localmente pelo Royal Naval Air Service, pelo Royal Flying Corps, e mais tarde pela Royal Air Force, foi usado também em quantidades variadas pelos serviços aéreos da França, da Bélgica e dos Estados Unidos durante a Primeira Guerra Mundial.  
Fundada em Junho de 1912 por Thomas Sopwith, baseada inicialmente em Brooklands, ela foi deslocada para Canbury Park Road perto da Kingston Railway Station à Sudoeste de Londres em Dezembro daquele mesmo ano.

## Aviões

### Antes da Primeira Guerra Mundial
- Sopwith-Wright Biplane (1912)
- Sopwith Hybrid Biplane (1912)
- Sopwith Three-seater(1912)
- Sopwith Bat Boat (1913)
- Sopwith Sociable (1913)
- Sopwith Circuit of Britain floatplane (1914) - Vide: Sopwith Bat Boat, uma melhoria do Type 2 para o Circuit of Britain
- Sopwith Admiralty Type C (1914)
- Sopwith Special torpedo seaplane Type C
- Sopwith 1914 Schneider Racer
- Sopwith Type SPGN ou "Gunbus"

### Durante a Primeira Guerra Mundial
- Sopwith Admiralty Type 137
- Sopwith Type 806
- Sopwith Type 807
- Sopwith Type 860
- Sopwith Two-Seat Scout
- Sopwith Tabloid
- Sopwith Baby
- Sopwith Sparrow

- Sopwith 1½ Strutter
- Sopwith Pup
- Sopwith Triplane
- Sopwith L.R.T.Tr.
- Sopwith Hispano-Suiza Triplane[3]
- Sopwith Bee
- Sopwith Camel
- Sopwith B.1
- Sopwith Hippo

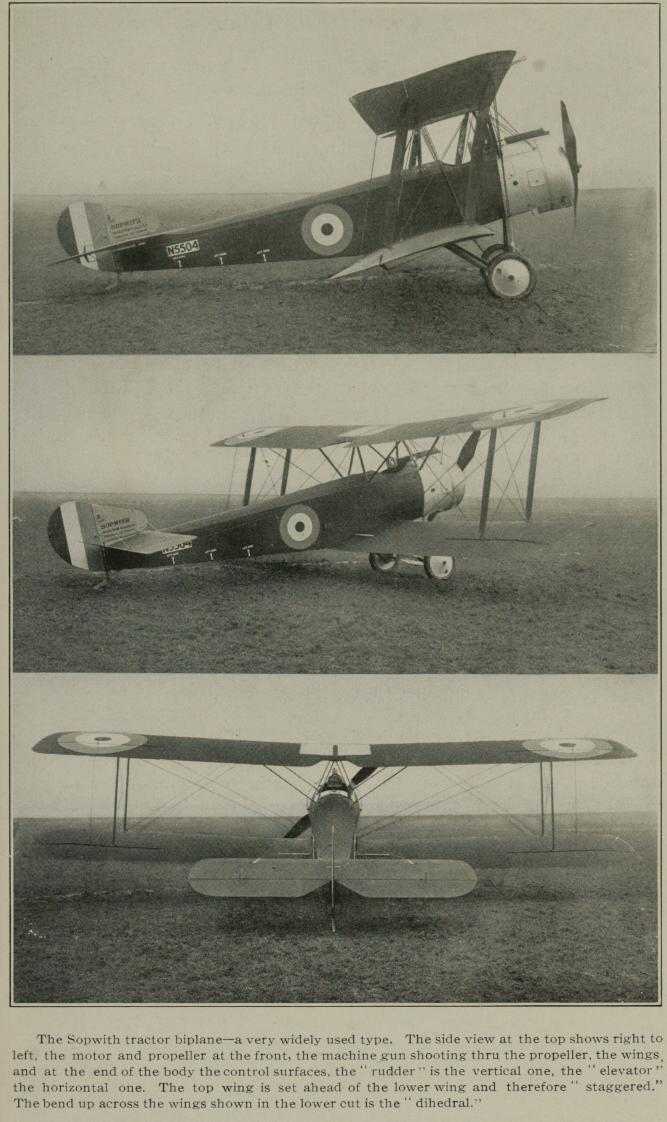
Três vistas da versão bombardeiro de um só lugar do Sopwith 1½ Strutter.

- Sopwith Cobham Bombardeiro bimotor
- Sopwith AT "Alvo aéreo" – míssil rádio controlado
- Sopwith Dragon
- Sopwith Snipe
- Sopwith Dolphin
- Sopwith Salamander
- Sopwith Cuckoo
- Sopwith Bulldog
- Sopwith Buffalo
- Sopwith Rhino
- Sopwith Scooter
- Sopwith Swallow
- Sopwith Snail
- Sopwith Snapper
- Sopwith Snark

### Após a Primeira Guerra Mundial
- Sopwith Gnu
- Sopwith 1919 Schneider Cup Seaplane
- Sopwith Atlantic
- Sopwith Antelope
- Sopwith Wallaby
- Sopwith Rainbow de corrida
- Sopwith Grasshopper